# Jerzy Ficowski

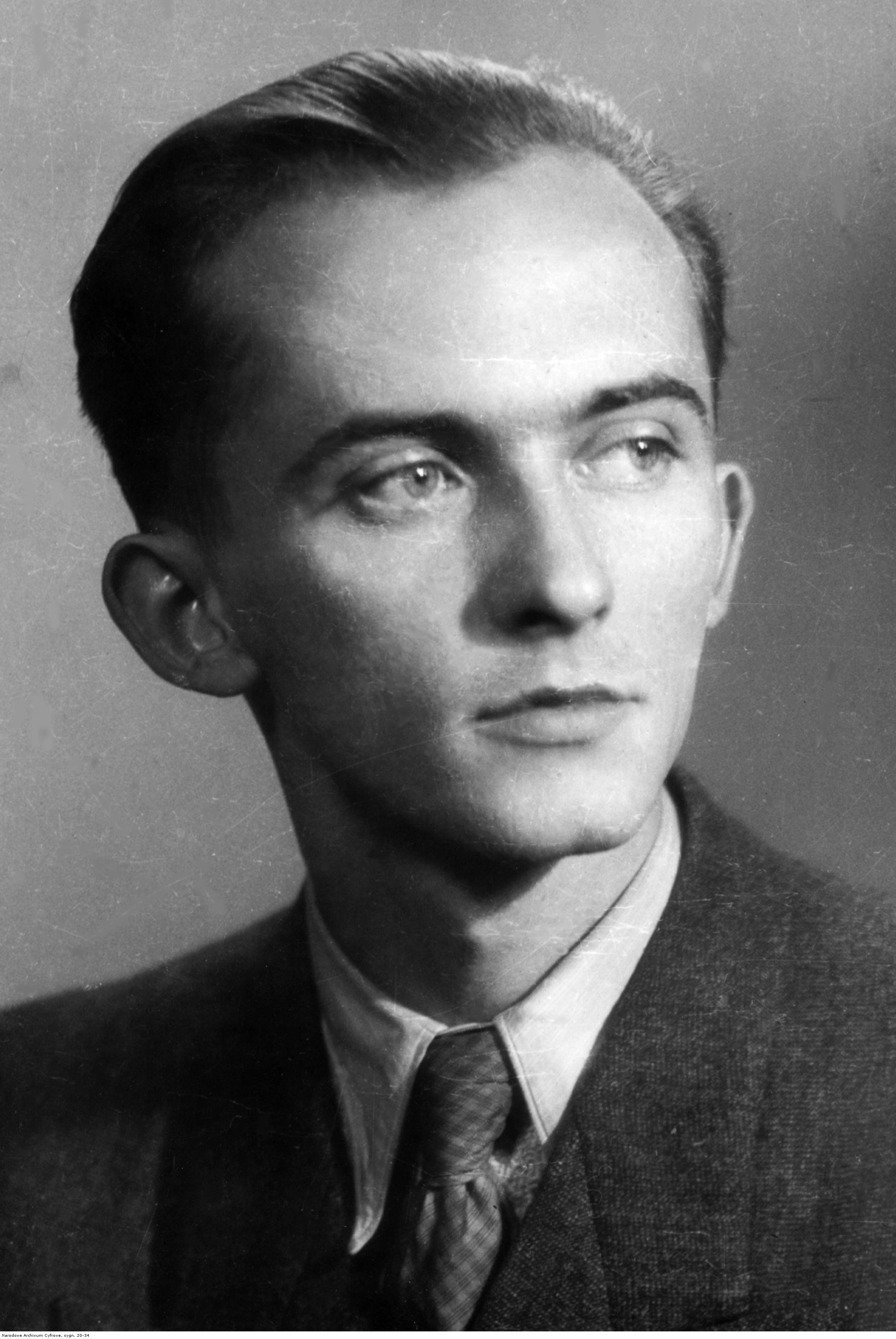
Jerzy Ficowski en Varsovia (Polonia), en 1950.

Jerzy Tadeusz Ficowski (Varsovia, 4 de octubre de 1924-id., 9 de mayo del 2006) fue un poeta, escritor y traductor polaco de varios idiomas como yidis, ruso o rumano.

## Biografía
Durante la ocupación alemana de Polonia (Segunda Guerra Mundial), Ficowski fue miembro de la resistencia polaca AK (Ejército Nacional), tomó parte en la «Insurrección de Varsovia» en 1944. Su apodo era Wrak. Fue interrogado y encarcelado en la infame Pawiak (cárcel para presos políticos).
Después de la guerra, Ficowski regresó a Varsovia y emprendió estudios de filosofía y sociología. Publicó su primer poemario Ołowiani żołnierze (Los soldados de plomo, en 1948); se trata de una reflexión sobre la atmósfera que reinaba durante el estalinismo, típica del periodo de postguerra en los países comunistas. Ficowski fue hecho prisionero y juzgado por pertenecer al AK.
Entre los años 1948 y 1950, Ficowski emprendió un viaje con los gitanos polacos y escribió varios volúmenes de poemas inspirado en la singular vida de los romaníes. 
De 1959 a 1975 sus escritos no podían publicarse en Polonia. Fue a partir de 1980 cuando sus libros volvieron a las librerías.
En los años 80 Ficowski fue miembro de «Solidaridad».

## Vida literaria
Su obra (como la de la mayoría de los poetas polacos de su generación) está profundamente marcada por la huella de la guerra, la opresión y el genocidio. La suya es una poesía que se apoya en un conocimiento enciclopédico del folclore polaco y la poesía gitana, rumana y yidis, de la que es traductor. 
En efecto, Ficowski fue el portavoz en Polonia de la poesía gitana y judía. Descubrió, defendió y tradujo la poesía de los gitanos polacos, los judíos y también la de los poetas yidis.
Aun joven, la lectura de Las tiendas de canela fina (Sklepy cynamonowe) de Bruno Schulz, supuso para él una verdadera revelación. Entonces intentó conocer al autor, pero ya era demasiado tarde, pues Schulz estaba recluido en el gueto de Drohobycz y moriría asesinado en 1942 a manos de un oficial de la Gestapo. No obstante, Ficowski no dejará de estudiarlo y darlo a conocer. Dedicó toda su vida a reunir la obra de Schulz dispersada a través del mundo (después del desastre de la II guerra mundial). En 1967 apareció en Wydawnictwo Literackie la primera edición que aun hoy se considera como la biografía más completa del genio de Drohobycz, titulada Las regiones de la gran heregía (Regiony wielkiej herezji). Ficowski no se limitó a escribir Las Regiones de la gran herejía; a continuación escribió un revelador ensayo titulado Sobre las Tiendas de Canela Fina, y cuidó con el mayor esmero las ediciones de la Correspondencia y El Libro Idólatra, e igualmente un breve texto titulado Cartas y Fragmentos. Recuerdos sobre el escritor.
Ficowski fue galardonado en 1977 con el premio del Pen Club polaco.
Es ejemplar su traducción del Canto del pueblo judío asesinado, de Itzhak Katzenelson. Y sobre todo, –suma de la compasión y la solidaridad humana– él mismo es poeta de la «Shoah» en su poemario Descifrar las cenizas (1977).
Tras el derrumbe del comunismo, Ficowski continuó escribiendo y traduciendo obras de lenguas tan diversas como el rumano, yidis o español, siendo muy apreciada su traducción al polaco de los poemas de Federico García Lorca.

## Fuente
- [Basada en "http://en.wikipedia.org/wiki/Jerzy_Ficowski" y en el Słownik schulzowski (Diccionario schulziano) redactado por Włodzimierz Bolecki, Jerzy Jarzębski, Stanisław Rosiek. Ed. Słowo/Obraz Terytoria, Gdańsk, 2003].

- Datos: Q540908
- Multimedia: Jerzy Ficowski / Q540908